# Тюпиньи
Тюпиньи́ (фр. Tupigny) — коммуна во Франции, находится в регионе Пикардия. Департамент коммуны — Эна. Входит в состав кантона Гюиз. Округ коммуны — Вервен.
Код INSEE коммуны — 02753.

## Население
Население коммуны на 2010 год составляло 364 человека.
| 1962 | 1968 | 1975 | 1982 | 1990 | 1999 | 2010 |
| ---- | ---- | ---- | ---- | ---- | ---- | ---- |
| 450  | 436  | 381  | 330  | 348  | 350  | 364  |

## Экономика
В 2010 году среди 218 человек трудоспособного возраста (15—64 лет) 141 были экономически активными, 77 — неактивными (показатель активности — 64,7 %, в 1999 году было 66,1 %). Из 141 активных жителей работали 122 человека (74 мужчины и 48 женщин), безработных было 19 (10 мужчин и 9 женщин). Среди 77 неактивных 14 человек были учениками или студентами, 33 — пенсионерами, 30 были неактивными по другим причинам.